# Camelot
Camelot, ou Camalote, é uma cidade e castelo lendário, sede da corte do Rei Arthur nas histórias medievais associadas ao Ciclo Arturiano da Matéria da Britânia.
As histórias mais antigas sobre as lendas arturianas não mencionam Camelot, situando a corte do rei Artur em lugares como Caerleon, no atual País de Gales. O primeiro livro que menciona Camelot, e ainda assim de maneira fugaz, é Lancelote, o Cavaleiro da Carreta, escrito entre 1177 e 1181 pelo poeta francês Chrétien de Troyes. Já no ciclo do Lancelote-Graal (ou Vulgata), escrito no século XIII, Camelot passou a ser a principal cidade do reino arturiano, passando a ser caracterizada assim em muito textos medievais posteriores. Thomas Malory, em sua A Morte de Artur, também situou ali a principal cidade do reino do rei.